# Imanombo
Imanombo est une commune rurale malgache située dans la partie nord-est de la région d'Androy.